# Kuzastarina
Kuzastarina era una ciutat a la regió d'Ishupitta que van ocupar les tribus kashkes que tenien la seu a la ciutat de Pishuru cap a l'any 1320 aC.
En temps de Mursilis II, l ciutat de Palhwisa es va alçar contra els hitites, i el rei la va atacar i va destruir les seves collites. Mentrestant, els kashkes van formar un exèrcit contra Mursilis per ajudar la ciutat i van ocupar Kuzastarina. El rei explica que si s'hagués posat en moviment, els kashkes l'haurien atacat per darrere, però se'n va adonar va fer girar l'exèrcit i els va atacar, els va derrotar i els va aniquilar. Va perseguir als que havien aconseguit fugir fins a la ciutat d'Anziliya, i va pacificar tots aquells territoris.